# Aramon x rupestris Ganzin 1
L'aramon x rupestris ganzin 1 est une variété de vigne créée pour servir de porte-greffe.

## Origine
Il est issu d'une hybridation interspécifique entre Vitix vinifera variété aramon et Vitis rupestris variété ganzin n°1. Fait par Victor Ganzin en 1879, il a été créé au moment de la reconstitution du vignoble face au désastre du phylloxera.
Il a été rapidement planté mais, une résistance insuffisante au phylloxera ayant été constatée en 1903, son usage a alors été abandonné. Dans les années 1960, en Californie, les vignerons ont subitement trouvé des avantages à l'utiliser. En dépit des avertissements du professeur Boubals, éminent professeur français de viticulture, les surfaces greffées sur ARG 1 ont considérablement augmenté. La crise prévue s'est produite à partir de 1985 et il a fallu replanter de grandes surfaces de vigne.

## Caractères ampélographiques
Le bourgeonnement est duveteux et les jeunes feuilles rouge vif. 
Les feuilles adultes sont à trois lobes avec un sinus pétiolaire grand ouvert. 
Les fleurs sont mâles et ne donnent donc pas de fruits.

## Aptitudes

### Adaptation au terroir
L'ARG 1 est bien adapté aux sols profonds et frais. Il présente une résistance moyenne au calcaire. 
Son gros défaut est une résistance insuffisante au phylloxera.

### Adaptation au greffage
Il se bouture et se greffe facilement et montre un très bon enracinement.

### En croisement
En dépit de sa résistance trop faible au phylloxera, Pierre Castel lui a reconnu des qualités. Il l'a hybridé avec Vitis riparia pour accroitre sa résistance à l'insecte radicole ; il a ainsi donné le Castel 4010.

## Sources